# SC Brega 09 Brieg
SC Brega 09 Brieg was een Duitse voetbalclub uit Brieg, dat tegenwoordig het Poolse Brzeg is.

## Geschiedenis
De club werd opgericht in 1909 en speelde vanaf 1920 in de Midden-Silezische competitie, in de stadscompetitie van Brieg. In 1922 werd de club ongeslagen kampioen en plaatste zich voor de eindronde waarin ze de finale bereikten tegen de Vereinigte Breslauer Sportfreunde, die ze met 3-0 verloren. Ook in 1923 werden ze kampioen, maar werden nu in de eindronde meteen verslagen door SSC 1901 Oels. In 1924 waren het opnieuw de Breslauer Sportfreunde die hen versloegen.
In 1925 werd de club voorbijgestoken door hun eigen tweede elftal, dat met één punt meer de titel won, toch mocht het eerste elftal naar de eindronde, waarin ze een pandoering van SSC Oels kregen (7-0). Het jaar erop verloren ze in de eerste ronde van Breslauer SC 08. Nadat ze in 1928 zich niet konden plaatsen voor de eindronde, waren ze er in 1928 wel weer bij, maar ook nu kregen ze een zwaar pak slaag van Breslauer SC 08 (1-9).
In 1929 werd stadsrivaal SpVgg 1910 Brieg kampioen, maar vanaf dat jaar was er een aparte eindronde voor niet-kampioenen. Nadat eerst Reichsbahn SV Schlesien Oels verslagen werd kon de club voor het eerst zegevieren tegen een club uit Breslau. Ze versloegen de Sportfreunde met 4-3. In de finale, waarvan de winnaar zich voor de Zuidoost-Duitse eindronde plaatste, verloren ze met het kleinste verschil van Breslauer SpVgg Komet 05. Het volgende jaar namen ze opnieuw als kampioen aan de eindronde deel en verloren nu in de halve finale van Reichsbahn Oels. De volgende twee jaar werd de club geen kampioen en was er ook geen verdere eindronde meer voor niet-kampioenen. In 1933 werden ze wel opnieuw kampioen en verloren ze de finale van SSC Oels.
Na dit seizoen werd de competitie grondig geherstructureerd. De overheid ontbond alle competities van de Zuidoost-Duitse voetbalbond en voerde de Gauliga Schlesien in als nieuwe hoogste klasse. Uit Midden-Silezië werden enkel clubs uit Breslau toegelaten. Brega Brieg moest in de Bezirksliga Mittelschlesien gaan spelen, die de tweede klasse vormde. Ondanks een zware concurrentie van grote clubs uit Breslau en ook clubs uit andere competities kon de club toch zesde eindigen. In 1935 werden ze zelfs gedeeld tweede samen met SC Alemannia Breslau. Na een negende plaats in 1936 werden ze vijfde in 1937. In 1938 werd de club afgetekend laatste met slechts vier punten en degradeerde. De club kon na één seizoen weer promotie afdwingen. Ze werden wel overgeheveld naar de Bezirksliga Oberschlesien, maar trokken zich daar tijdens het seizoen terug. Het jaar erna speelde de club wel opnieuw in de Bezirksliga, maar werd nu laatste en degradeerde definitief.
Na de oorlog werd Silezië Pools en werden alle voetbalclubs ontbonden.